# Wright-Bellanca WB-1
El Wright-Bellanca WB-1 fue diseñado por Giuseppe Mario Bellanca para la corporación Wright Aeronautical para su uso en vuelos rompe récords.

## Desarrollo
El WB-1 era un monoplano de ala alta con tren de aterrizaje convencional y construcción enteramente de madera. Los carenados del tren fueron construidos para extenderse como carenados integrados.

## Historia operacional
El WB-1 fue mostrado en las Carreras Aéreas Pulitzer Prize de 1925, en Nueva York. En los vuelos del primer día, el WB-1 alcanzó los 196 km/h en un circuito cerrado. En el segundo día, el avión ganó en el concurso de carga útil contra eficiencia en velocidad, batiendo a los Curtiss Oriole y Sikorsky S-31. En 1926, el piloto Fred Becker estrelló el sobrecargado avión en un intento de récord mundial de resistencia. El avión sufrió una voltereta lateral y se despedazó, cuando intentaba aterrizar.

## Especificaciones
Referencia datos: Air and Space, Air Pictorial 1975

### Características generales
- Tripulación: Un piloto.
- Capacidad: Cuatro pasajeros.
- Longitud: 8,47 m
- Envergadura: 13,72 m
- Peso útil: 727,56 kg
- Planta motriz: 1× motor radial de 9 cilindros refrigerado por aire Wright J-4 Whirlwind.
  - Potencia: 149,14 kW (200 hp)
- Hélices: Bipala.

### Rendimiento
- Velocidad nunca excedida (Vne): 202,78 km/h
- Velocidad crucero (Vc): 168,98 km/h
- Velocidad de entrada en pérdida (Vs): 72,42 km/h

### Desarrollos relacionados
- Wright-Bellanca WB-2

### Secuencias de designación
- Secuencia Aviones de pasajeros (de Wright Aeronautical): WB-1 - WB-2